# 科紐希 (洛卡奇區)
50°38′14″N 24°41′42″E / 50.63722°N 24.69500°E
科紐希（烏克蘭語：Конюхи），是烏克蘭的村落，位於該國西部沃倫州，由沃洛德米爾區負責管轄，始建於1545年，面積3.3平方公里，海拔高度213米，2001年人口780，人口密度每平方公里236.51人。